# Catherine Lombard
Pour les articles homonymes, voir Lombard.
Catherine Lombard, née le 8 octobre 1965 à Paris et morte le 6 avril 1994 à Coulommiers, est une skieuse acrobatique française spécialisée dans le saut acrobatique. 

## Palmarès

### Jeux olympiques d'hiver
- Jeux olympiques d'hiver de 1988 à Calgary (Canada) :
  - 8e en saut (sport de démonstration)

### Championnats du monde de ski acrobatique
- Championnats du monde de ski acrobatique de 1989 à Oberjoch (Allemagne) :
  -  Médaille d'or en saut.

### Coupe du monde de ski acrobatique
- Meilleur classement général : 6e en 1989 et en 1990[1].
- 1 petit globe de cristal :
  - Vainqueur du classement sauts en 1989[1].
- 22 podiums dont 8 victoires dans les épreuves de coupe du monde[2].